# Gerard Butler
Gerard James Butler, född 13 november 1969 i Paisley, är en skotsk skådespelare och sångare. Han är bland annat känd för att ha spelat Fantomen i Fantomen på Operan (2004) och kung Leonidas i 300 (2007).

## Biografi

### Barndom
Gerard Butler föddes i Paisley utanför Glasgow som son till Edward och Margaret Butler, båda med irländska anor. Han är yngst av tre barn. En kort tid efter hans födsel flyttade familjen till Montréal i Kanada där de bodde tills Butler var två år. Runt denna tid separerade Butlers föräldrar och hans mor flyttade med sina barn hem till Skottland igen, där han växte upp i Paisley. I och med att hans mor gifte om sig så flyttade familjen till Ralston, en liten förort till Paisley. Under denna tid, från och med att han var två år till och med att han var 16 år, hade han ingen kontakt med fadern.

### Juridikstudier
Butler gick i skola i Skottland och hävdar att hans kärlek till skådespelandet kom tidigt i livet när han deltog i Scottish Youth Theatre. Trots detta valde han att börja studera juridik vid Glasgows universitet. Butler tog examen och började arbeta som biträdande jurist. Butler har sagt att han var missnöjd med sitt yrkesval. I stället för att ta sitt arbete seriöst levde han uteliv och överkonsumerade alkohol. En vecka innan han skulle ha fullbordat sin juristutbildning kontaktade byrån honom om hans attityd och vanor och han bestämde sig för att inte bli jurist. Han flyttade till London och började ägna sig åt film. Han har sedan juristtiden inte druckit en droppe alkohol.

### Karriär
Gerard Butlers första filmroll var som Archie Brown, John Browns bror i Hennes Majestät Mrs. Brown, där han spelar mot Judi Dench (Mrs. Brown) och Billy Connolly (John Brown). Denna film blev nominerad för två Oscar. Samma år förekom Butler i ett antal småroller, bland annat   James Bond-filmen Tomorrow Never Dies.
Från 1997 till 1999 medverkade Butler i ett antal independentfilmer och TV-serier, som The Cherry Orchard, One More Kiss och Lucy Sullivan Is Getting Married. 
År 1999 spelade han in sin första huvudroll, som Attila i filmen Attila – Krigarfolkets härskare. Filmandet tog en paus så att han skulle kunna avsluta sin andra film, Dracula 2000, där han också hade huvudrollen. Attila – Krigarfolkets härskare släpptes 2001 och Dracula 2000 släpptes 2000. Under perioder mellan 2001 och tidigt under 2002 medverkade Butler i många filmer, bland annat The Jury, som liksom Attila är en miniserie lämpad för amerikansk TV. Han medverkade även i Shooters och Drakarnas rike.
2003 kom Timeline, där Butler än en gång spelade tillsammans med Billy Connolly. Filmen är baserad på boken med samma namn skriven av Michael Crichton. Butler spelar en skotsk arkeolog, Andre Marek. Under samma år fick Butler sin genombrottsroll i filmen Lara Croft Tomb Raider: The Cradle of Life, där han spelar mot Angelina Jolie. 
2004 fick han rollen som Fantomen i Joel Schumachers filmversion av Fantomen på Operan. Alla skådespelare stod för sina egna sångprestationer (bortsett från Minnie Driver som enbart sjunger den helt nyskrivna sången under eftertexterna), och Gerard sägs aldrig ha tagit sånglektioner innan han började förbereda sig för rollen som Fantomen. Före Fantomen på operan hade Butler även medverkat i en independentfilm, Dear Frankie, där han spelade mot bland andra Emily Mortimer.
2005 medverkade Butler även i filmen The Game of Their Lives, som är baserad på en sann historia om ett amerikanskt fotbollslag på 1950-talet som mot alla odds slog England med 1–0 i Brasilien. Under 2005 medverkade Butler även i en film av Strula Gunnarsson som Beowulf i Beowulf & Grendel. Filmen spelades in helt och hållet på Island. Samtidigt med denna film medverkade han i en dokumentär om Beowulf & Grendel, Wrath of Gods. Wrath of Gods har vunnit ett antal priser på olika filmfestivaler.
Under senare delen av 2005 började inspelningen av 300. Filmen är regisserad av Zack Snyder och är baserad på Frank Millers serieroman. Butler spelade rollen som kung Leonidas och spelar tillsammans med Lena Headey. Filmen släpptes i mars 2007. Under första veckan som filmen hade släppts drog den in 70 miljoner dollar. I maj hade filmen dragit in 438 miljoner dollar och filmen hade då inte ens släppts i Japan.
Under 2006 medverkade Butler i Desperate Hours (Butterfly On A Wheel är den engelska titeln) tillsammans med Pierce Brosnan. Desperate Hours hade premiär i augusti 2007. Butler medverkade även i P.S. I Love You tillsammans med Hilary Swank. 
Under 2008 spelade Butler i Nim's Island med bland andra Jodie Foster och Abigail Breslin. Butler spelar Nim's pappa, Jack.

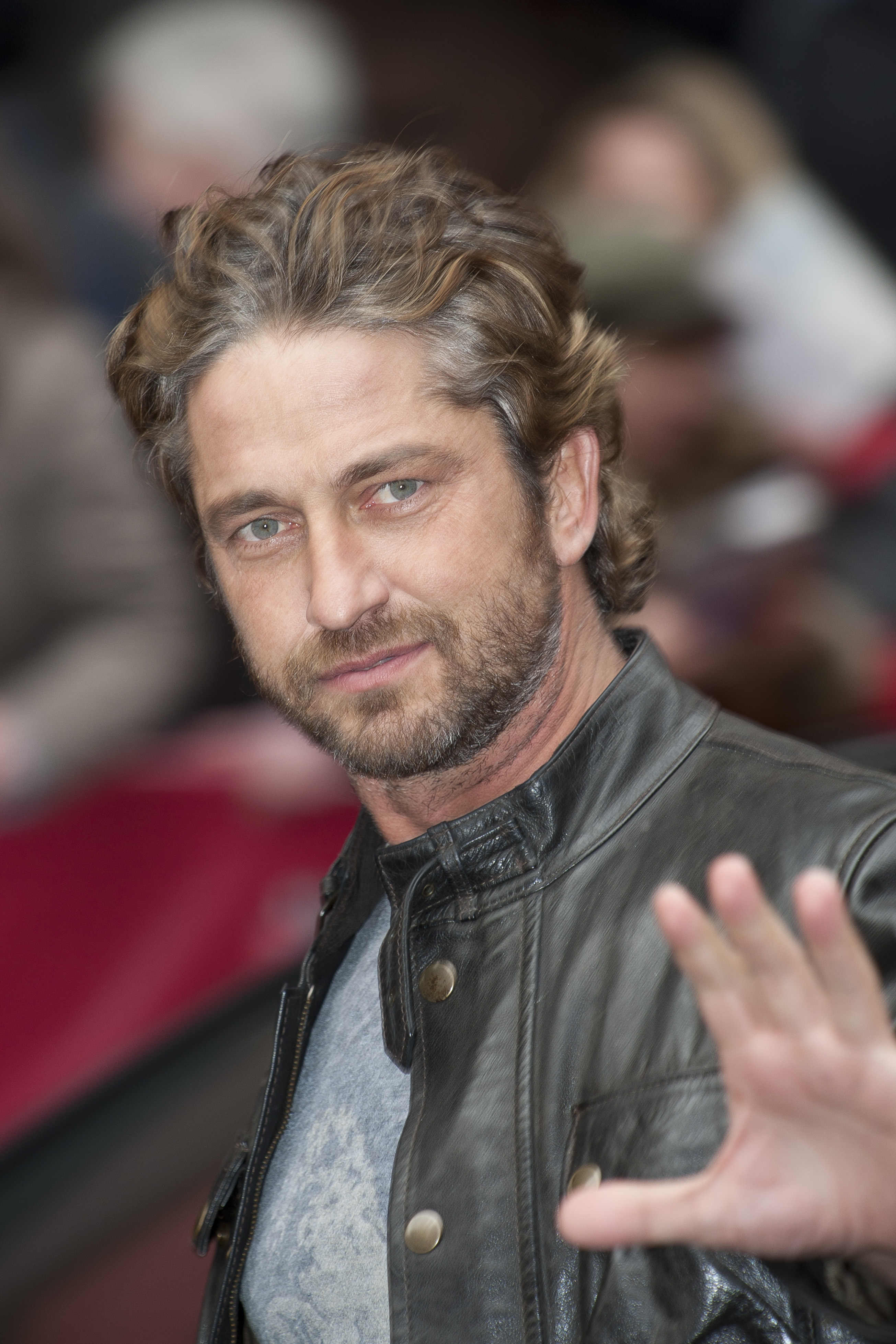
Gerard Butler 2011.

## Filmografi
- 1997 – Hennes Majestät Mrs. Brown - Archie Brown
- 1997 – Tomorrow Never Dies - Ledande sjöman HMS Devonshire
- 1998 – Fast Food - Jacko
- 1998 – Talos - mumiens förbannelse - Burke
- 1998 – Little White Lies (TV-film) - Peter
- 1998 – The Young Person's Guide to Becoming a Rock Star (TV-serie) - Marty Claymore (6 avsnitt)
- 1999 – Lucy Sullivan Is Getting Married (TV-serie) Gus (8 avsnitt)
- 1999 – Please! - Peter
- 1999 – One More Kiss - Sam
- 1999 – The Cherry Orchard - Yasha
- 2000 – Harrison's Flowers - Chris Kumac
- 2000 – Dracula 2000 - Dracula
- 2001 – Jewel of the Sahara - Kapten Charles Belamy
- 2001 – Attila - Krigarfolkets härskare (TV-film) - Attila hunnen
- 2001 – Ett opassande jobb för en kvinna (TV-serie) - Tim Bolton (1 avsnitt)
- 2002 – Shooters - Jackie Junior
- 2002 – The Jury (TV-serie) - Johnnie Donne (4 avsnitt)
- 2002 – Drakarnas rike - Creedy
- 2003 – Lara Croft Tomb Raider: The Cradle of Life - Terry Sheridan
- 2003 – Timeline - Andre Marek
- 2004 – Dear Frankie - Främlingen
- 2004 – Fantomen på Operan - Erik/Fantomen
- 2005 – The Game of Their Lives - Frank Borghi
- 2005 – Trailer for a Remake of Gore Vidal's Caligula - Perfekten Cassius Chaerea
- 2006 – Beowulf & Grendel - Beowulf
- 2006 – Wrath of Gods (även produktion) - Sig själv
- 2007 – 300 - Kung Leonidas
- 2007 – Desperate Hours - Neil Randall
- 2007 – P.S. I Love You - Gerry Kennedy
- 2008 – Nim's Island - Jack Rusoe/Alex Rover
- 2008 – RocknRolla - One Two
- 2009 – The Ugly Truth - Mike Chadway
- 2009 – Gamer - Kable/John Tillman
- 2009 – Law Abiding Citizen (även produktion) - Clyde Shelton
- 2010 – Draktränaren - röst till Tryggvåld den Väldige
- 2010 – The Bounty Hunter - Milo Boyd
- 2010 – Burns - Robert Burns[förtydliga]
- 2011 – Coriolanus - Tullus Aufidius
- 2011 – Machine Gun Preacher - Sam Childers
- 2012 – Chasing Mavericks - Frosty Hesson
- 2012 – Playing for Keeps  - George
- 2013 – Movie 43 - Shaun
- 2013 – Olympus Has Fallen (även produktion) - Mike Banning
- 2014 – Draktränaren 2 - röst till Tryggvåld den Väldige
- 2016 – Gods of Egypt - Set
- 2016 – London Has Fallen (även produktion) - Mike Banning
- 2016 – The Headhunter's Calling - Dane Jensen
- 2017 – Geostorm - Jake Lawson
- 2018 – Den of Thieves (även produktion) - Nick O'Brien
- 2018 – Hunter Killer (även produktion) - kommendörkapten Joe Glass
- 2019 – Draktränaren 3 - röst till Tryggvåld den Väldige
- 2019 – Angel Has Fallen (även produktion) - Mike Banning
- 2023 – Plane (även produktion) - Brodie Torrance
- 2025 – Den of Thieves: Pantera (även produktion) - Nick O'Brien
- 2025 – Draktränaren - Tryggvåld den Väldige
- 2025 – In the Hand of Dante
- 2026 – Greenland: Migration